# إليوت بيج
إليوت بايج (بالإنجليزية: Elliot Page)(المعروف سابقًا باسم إلين بايج؛ ولد في 21 فبراير 1987)، هو ممثل ومنتج وناشط كندي متحول من إمرأة. يشتهر بأدواره الرئيسية في الأفلام والمسلسلات التلفزيونية الكندية والأمريكية، وكذلك بنشاطه الواضح والداعم لحقوق مجتمع المثليين ومناهض للتمييز. حصل على عدة ترشيحات مهمة تشمل جائزة الأوسكار، ثلاث جوائز بافتا، جائزتي إيمي، جائزة جولدن غلوب، وجائزة نقابة ممثلي الشاشة.
برز إليوت لأول مرة من خلال دوره الرئيسي في سلسلة التلفزيون "بيت بوني" (1997–2000) وأدواره المتكررة في مسلسلي "تريلر بارك بويز" (2002) و"ريجينيسيس" (2004). كانت نقطة التحول في مسيرته بفيلمي "هارد كاندي" (2005) و"إكس-مين: النهاية" (2006). حاز على إشادة نقدية كبيرة لدوره في فيلم "جونو" (2007)، حيث كان رابع أصغر مرشح لجائزة الأوسكار لأفضل ممثلة في ذلك الوقت. من أعماله الأخرى أفلام مثل "ويب إت" (2009)، "سوبر" (2010)، "إنسبشن" (2010)، "إكس-مين: أيام المستقبل الماضية" (2014)، "تالولاه" (2016)، و"كلوز تو يو" (2023). كما أدى صوت شخصية جودي هولمز في لعبة الفيديو "بيوند: تو سولز" (2013). شارك أيضًا في إنتاج وتمثيل فيلم "فريهلد" (2015)، وقدم سلسلة وثائقية بعنوان "غايكاشن" (2016–2017)، وأخرج فيلم "ذيرز سامثينغ إن ذا ووتر" (2019). ويلعب دور فانيا (فيما بعد فيكتور) هارغريفز في سلسلة نتفليكس "ذا أمبريلا أكاديمي" (2019–2024).
يصف نفسه بأنه نسوي مؤيد لحرية الاختيار، وداعم لحركة "مي تو"، ومدافع عن حقوق الإجهاض، كما دعا إلى إنهاء الديكتاتورية العسكرية في ميانمار، وهو نباتي. أعلن عن مثليته الجنسية في 2014، وظهر في قائمة مجلة "ذا أدفوكيت" السنوية "40 تحت 40". في 2015، حصل على جائزة "فانغارد" من حملة الحقوق الإنسانية. وفي 2020، أعلن عن هويته كرجل متحول وغير اسمه إلى إليوت. في مارس 2021، أصبح أول رجل متحول يطل على غلاف مجلة تايم.

## الأعمال الفنية
| سنة  | عنوان                      | دور                          | ملاحظات           |
| ---- | -------------------------- | ---------------------------- | ----------------- |
| 1997 | Pit Pony ‏                  | ماغي ماكلين                  |                   |
| 2002 | The Wet Season             | جوسلين                       | فيلم قصير         |
| 2002 | Marion Bridge ‏             | جوني                         |                   |
| 2003 | Ghost Cat                  | ناتالي ميريت                 |                   |
| 2003 | Touch & Go ‏                | تريش                         |                   |
| 2003 | Homeless to Harvard ‏       | ليزا الشابة                  | فيلم تلفزيوني     |
| 2003 | Going for Broke ‏           | جنيفر                        | فيلم تلفزيوني     |
| 2003 | Love That Boy              | سوزانا                       |                   |
| 2004 | I Downloaded a Ghost       | ستيلا بلاكستون               | فيلم تلفزيوني     |
| 2004 | Wilby Wonderful            | إميلي أندرسون                |                   |
| 2004 | Mrs. Ashboro's Cat         | ناتالي ميريت                 | فيلم تلفزيوني     |
| 2005 | الحلوى الصلبة              | هايلي ستارك                  |                   |
| 2005 | Mouth to Mouth ‏            | شيري                         |                   |
| 2006 | X-Men: The Last Stand      | كيتي برايد                   |                   |
| 2007 | جريمة أمريكية (فيلم)       | سيلفيا لايكنز                |                   |
| 2007 | جونو                       | جونو مكاف                    |                   |
| 2007 | The Tracey Fragments ‏      | تريسي بيركويتس               |                   |
| 2007 | The Stone Angel ‏           | ارلين                        |                   |
| 2008 | Smart People               | فانيسا واثرهولد              |                   |
| 2009 | Vanishing of the Bees      | الراوي                       | وثائقي عن البيئية |
| 2009 | Whip It ‏                   | Bliss Cavendar/Babe Ruthless |                   |
| 2010 | Peacock                    | ماغي                         |                   |
| 2010 | استهلال                    | أريادنى                      |                   |
| 2010 | Super                      | ليبي / بولتي                 |                   |
| 2012 | إلى روما مع الحب           | مونيكا                       |                   |
| 2013 | Touchy Feely               | جيني                         |                   |
| 2013 | The East                   | ايزي                         |                   |
| 2014 | X-Men: Days of Future Past | كيتي برايد                   |                   |
| 2017 | فلاتلينرز (فيلم)           | الدكتورة كورتني هولمز        |                   |

| سنة         | عنوان             | دور                  | ملاحظات                                   |
| ----------- | ----------------- | -------------------- | ----------------------------------------- |
| 1999–2000   | Pit Pony ‏         | ماغي ماكلين          | 29 حلقة                                   |
| 2001–2002   | Trailer Park Boys | ترينا ليهي           | 5 حلقات                                   |
| 2002        | Rideau Hall ‏      | هيلين                | الحلقة الأولى                             |
| 2004        | ReGenesis         | ليليث ساندستروم      |                                           |
| 2009        | عائلة سيمبسون     | ألاسكا نبراسكا (صوت) | الحلقة 19، الموسم العشرين                 |
| 2011        | Glenn Martin, DDS | روبوت مساعد (صوت)    | حلقة: "Date with Destiny"                 |
| 2012        | فاميلي غاي        | ليندسي (صوت)         | حلقة: "Tom Tucker: The Man and His Dream" |
| 2019 - 2020 | أكاديمية المظلة   | فانيا                |                                           |

| سنة  | عنوان             | دور        | ملاحظات |
| ---- | ----------------- | ---------- | ------- |
| 2013 | Beyond: Two Souls | جودي هولمز |         |

## وصلات خارجية
- إليوت بيج على موقع IMDb (الإنجليزية)
- إليوت بيج على موقع ميتاكريتيك (الإنجليزية)
- إليوت بيج على موقع روتن توميتوز (الإنجليزية)
- إليوت بيج على موقع مونزينجر (الألمانية)
- إليوت بيج على موقع ألو سيني (الفرنسية)
- إليوت بيج على موقع ميوزك برينز (الإنجليزية)
- إليوت بيج على موقع تيرنر كلاسيك موفيز (الإنجليزية)
- إليوت بيج على موقع أول موفي (الإنجليزية)
- إليوت بيج على موقع بوكس أوفيس موجو (الإنجليزية)
- إليوت بيج على موقع قاعدة بيانات الأفلام السويدية (السويدية)
- إليوت بيج على مشروع الدليل المفتوح